# La Noche Rojinegra
La Noche Rojinegra es la jornada de exhibición organizada por el FBC Melgar en el inicio de cada temporada para presentar a su nuevo plantel deportivo y realizar su primer encuentro amistoso ante un equipo de nivel en condición de local. 

## Presentaciones Especiales
Tuvo una variación que se dio en los años 2013, 2019, 2020, 2022, 2023 y 2024, cuando el evento se realizó por la tarde denominándose "Tarde Rojinegra", así mismo en el año 2012 el equipo uruguayo invitado, Montevideo Wanderers, decidió a última hora no presentarse, aduciendo un miedo por las lluvias que azotaban la ciudad Arequipeña. En el año 2011 no hubo evento debido a las fuertes lluvias que azotaban a la región.

## Ediciones

### 2009
La primera edición fue un evento muy sencillo que comenzó una hora antes con coreografías alusivas a la ciudad, además de fuegos artificiales y presentación de cada jugador, siendo Ysrael Zúñiga el más aplaudido de la noche, así mismo se hizo el anuncio de la utilización por todo el año del recinto universitario para los partidos en condición de local.
| Noche Rojinegra 2009; 4 de febrero de 2009, 20:00 | FBC Melgar | 0:0     | Coronel Bolognesi | Estadio Monumental de la UNSA, Arequipa                       |                                                               |
|                                                   |            | Reporte |                   | Asistencia: 15 000 espectadores Árbitro(s): Alberto Cervantes | Asistencia: 15 000 espectadores Árbitro(s): Alberto Cervantes |

### 2010
En esta edición se realizó una ceremonia más especial, comenzando con la presentación de las divisiones menores además de una coreografía por parte del Ejército del Perú y el Club Internacional, finalizando con fuegos artificiales y la presentación de los jugadores. Aquel año Antonio Meza-Cuadra fue el más ovacionado.
| Noche Rojinegra 2010; 5 de febrero de 2010, 19:45 | FBC Melgar             | 1:2 (0:0) | Alianza Lima       | Estadio Monumental de la UNSA, Arequipa                        |                                                                |
|                                                   | L. Trujillo 61' (a.g.) | Reporte   | A. Sánchez 56' 80' | Asistencia: 22 000 espectadores Árbitro(s): Víctor Hugo Rivera | Asistencia: 22 000 espectadores Árbitro(s): Víctor Hugo Rivera |

### 2012
Tras un año de ausencia y con una directiva nueva, se pactó un partido con el uruguayo Montevideo Wanderers, equipo que decidió cancelar el partido a última hora aduciendo un miedo por jugar en cancha mojada (ante las constantes lluvias que azotaban Arequipa), pese a ello y a la lluvia fuerte igual se hizo la presentación de los jugadores uno por uno contra la reserva del equipo rojinegro, así mismo hubo fuegos artificiales.
| Noche Rojinegra 2012; 8 de febrero de 2012, 19:00 | FBC Melgar | 4:0 (4:0) | FBC Melgar (Reservas) | Estadio Monumental de la UNSA, Arequipa |  |
|                                                   |            | Reporte   |                       |                                         |  |

### 2013
Ese año, tras haber clasificado a la Copa Sudamericana el año anterior, la presentación fue cambiada para la tarde. Todo inició con la presentación de las divisiones menores, así como coreografía por parte de los alumnos de la Universidad Nacional de San Agustín para después proceder a presentar a los jugadores. Aquella tarde el más ovacionado fue Antonio Meza-Cuadra.
| Tarde Rojinegra 2013; 27 de enero de 2013, 15:30 | FBC Melgar                     | 2:1 (0:1) | Universitario   | Estadio Monumental de la UNSA, Arequipa |                                 |
|                                                  | B. Cuesta 55' · B. Frontán 80' | Reporte   | S. Fernández 3' | Asistencia: 25 000 espectadores         | Asistencia: 25 000 espectadores |

### 2014
Tras un año volvió a realizarse la presentación por la noche, esta vez con un equipo totalmente renovado. Todo inició con el reconocimiento a exjugadores campeones del Campeonato Descentralizado 1981, tras ello se hizo una coreografía alusiva a los 99 años de fundación del club. La presentación del plantel de mayores y de reserva fue el último acto previo al partido. Aquella noche el más ovacionado fue Bernardo Cuesta. Tras el partido y con la victoria rojinegra se lanzaron fuegos artificiales.
| Noche Rojinegra 2014; 8 de febrero de 2014, 19:30 | FBC Melgar                      | 2:1 (0:1) | Universidad San Martín | Estadio Monumental de la UNSA, Arequipa |                                 |
|                                                   | B. Cuesta 71' · Y. Zúñiga 90+3' | Reporte   | P. Bustamante 23'      | Asistencia: 20 000 espectadores         | Asistencia: 20 000 espectadores |

### 2015
La presentación fue contra el campeón del Torneo Finalización 2014 en Colombia, Independiente Santa Fe, quienes además, posteriormente se consagrarían campeones de la Copa Sudamericana 2015. Todo comenzó con la presentación del Carnaval Arequipeño seguido de la coreografía alusiva al centenario del club. La música la puso "La Fania BLDS" para finalmente presentar a los jugadores. Aquella noche el más ovacionado fue el jugador recién incorporado, Johnnier Montaño.
| Noche Rojinegra; 4 de febrero de 2015, 19:00 | FBC Melgar                   | 2:3 (1:0) | Independiente Santa Fe                           | Estadio Monumental de la UNSA, Arequipa     |                                             |
|                                              | Y. Zúñiga 45' · M. Quina 70' | Reporte   | A. Vargas 46' · M. Borja 55' · L. Quiñones 90+2' | Asistencia: 25 000 espectadores Árbitro(s): | Asistencia: 25 000 espectadores Árbitro(s): |

### 2016
En esta edición, debido al temprano debut en la Copa Libertadores y el poco tiempo para gestionar amistosos, se decidió que la presentación sea contra Universitario de Deportes. Primero se presentaron danzas Arequipeñas para luego disfrutar de la presentación de "Barajo" y "La Fania BLDS". Tras ello se presentó a gran parte del plantel donde el más aplaudido fue Ysrael Zúñiga. Durante el primer tiempo se probaron a los jugadores suplentes.
| Noche Rojinegra 2016; 31 de enero de 2016, 18:00 | FBC Melgar | 0:0     | Universitario | Estadio Monumental de la UNSA, Arequipa     |                                             |
|                                                  |            | Reporte |               | Asistencia: 15 000 espectadores Árbitro(s): | Asistencia: 15 000 espectadores Árbitro(s): |

### 2017
La presentación del equipo fue contra Danubio de Uruguay. Al igual que la edición pasada, tuvo la presentación de la barra rojinegra mediante "La Fania BLDS" y el grupo "Barajo" que tocó temas como "El Regreso" y "Rojinegro Soy", también hubo una presentación de las divisiones menores y fuegos artificiales. El más aplaudido de la noche fue Ysrael Zúñiga.
| Noche Rojinegra 2017; 1 de febrero de 2017, 19:45 | FBC Melgar | 1:1 (1:0) | Danubio           | Estadio Monumental de la UNSA, Arequipa |                              |
|                                                   | P. Arce 3' | Reporte   | J. Dos Santos 50' | Árbitro(s): Michael Espinoza            | Árbitro(s): Michael Espinoza |

### 2018
La presentación del equipo fue contra Once Caldas, equipo campeón de la Copa Libertadores en el año 2004. El más ovacionado de la noche fue Bernardo Cuesta, quien regresó al club tras un año en el extranjero.
| Noche Rojinegra 2018; 24 de enero de 2018, 19:30 | FBC Melgar                         | 3:0 (0:0) | Once Caldas | Estadio Monumental de la UNSA, Arequipa |                               |
|                                                  | P. Arce 73' · B. Cuesta 83', 90+2' | Reporte   |             | Árbitro(s): Miguel Santibañez           | Árbitro(s): Miguel Santibañez |

### 2019
La presentación del equipo fue contra Independiente del Valle, equipo que enfrentó a Melgar en la fase de grupos de la Copa Libertadores 2016, misma edición donde el cuadro ecuatoriano saldría subcampeón. El más aplaudido de la tarde fue Bernardo Cuesta.
| Tarde del Dominó 2019; 27 de enero de 2019, 16:30 | FBC Melgar   | 1:2 (1:0) | Independiente del Valle        | Estadio Monumental de la UNSA, Arequipa |             |
|                                                   | A. Arias 32' | Reporte   | A. Cabeza 53' · J. Sánchez 68' | Árbitro(s):                             | Árbitro(s): |

### 2020
La presentación fue ante el clásico rival del equipo, Cienciano, equipo que en ese año regresaba a la Primera División del Perú, tras haber estado cuatro años en la segunda categoría. La banda arequipeña de Ska "X Dinero" fue la encargada de poner la música durante la previa. Los más aplaudidos de la tarde fueron Alexis Arias, Joel Sánchez y Edson Aubert, este último que regresaba a Melgar después de siete años.
| Tarde del Dominó 2020; 18 de enero de 2020, 15:30 | FBC Melgar     | 1:1 (0:0) | Cienciano      | Estadio Monumental de la UNSA, Arequipa     |                                             |
|                                                   | J. Vidales 65' | Reporte   | B. Ubierna 80' | Asistencia: 15 000 espectadores Árbitro(s): | Asistencia: 15 000 espectadores Árbitro(s): |

### 2022
La Tarde Rojinegra regresó después de un año de ausencia. La presentación del equipo fue contra Deportivo Pereira, equipo que posteriormente se consagraría campeón del Torneo Finalización 2022 de Colombia. El más aplaudido de la tarde fue Alexis Arias, mientras que el capitán Bernardo Cuesta y el director técnico Néstor Lorenzo no pudieron asistir al evento.
| Tarde Rojinegra 2022; 15 de enero de 2022, 15:00 | FBC Melgar   | 1:0 (0:0) | Deportivo Pereira | Estadio Monumental de la UNSA, Arequipa |             |
|                                                  | A. Arias 52' | Reporte   |                   | Árbitro(s):                             | Árbitro(s): |

### 2023
El rival de la tarde rojinegra fue Deportivo Pasto, equipo que fue rival de Melgar en la primera ronda de la Copa Sudamericana 2013. Junto a la presentación de los jugadores de la temporada 2023, se brindó un homenaje al equipo femenino que se consagró campeón de la Copa Perú Femenina 2022, además de homenajear al primer plantel campeón nacional en 1981. Los más aplaudidos de la tarde fueron Bernardo Cuesta, Alexis Arias, Horacio Orzán y Carlos Cáceda.
| Tarde Rojinegra 2023; 15 de enero de 2023, 15:30 | FBC Melgar | 0:1 (0:0) | Deportivo Pasto         | Estadio Monumental de la UNSA, Arequipa |                          |
|                                                  |            | Reporte   | J. Escobar 90+2' (pen.) | Árbitro(s): Kevin Ortega                | Árbitro(s): Kevin Ortega |

### 2024
El rival de la tarde rojinegra fue Bolívar. Previa a la presentación de los jugadores del primer equipo, también se presentó a los jugadores de la Unidad Técnica de Menores, los jugadores del equipo de reservas y al equipo femenino. Las bandas arequipeñas Wambe y La Perika se encargaron de poner la música, durante la previa y durante el entretiempo, respectivamente. El más ovacionado de la tarde fue Bernardo Cuesta.
| Tarde Rojinegra 2024; 20 de enero de 2024, 15:00 | FBC Melgar    | 1:1 (1:1) | Bolívar          | Estadio Monumental de la UNSA, Arequipa |                        |
|                                                  | B. Cuesta 13' | Reporte   | P. Rodríguez 32' | Árbitro(s): Diego Haro                  | Árbitro(s): Diego Haro |

### 2025
Después de siete años el evento volvería a celebrarse de noche, siendo en esta oportunidad el rival Deportivo Cuenca. El evento comenzaría desde la tarde con activaciones y música, mientras que también se presentaría al segundo equipo que debutaría en la Liga 3 y al equipo femenino. La música estuvo cargo de los artistas arequipeños "Somos Mollendo Orquesta", "Barajo", "La Tri-K Band", "Batucada AQP" y "VicoDJ". Como de costumbre, el jugador más ovacionado fue Bernardo Cuesta.
| Noche Rojinegra 2025; 25 de enero de 2025, 19:45 | FBC Melgar | 0:0     | Deportivo Cuenca | Estadio Monumental de la UNSA, Arequipa |                          |
|                                                  |            | Reporte |                  | Árbitro(s): Kevin Ortega                | Árbitro(s): Kevin Ortega |

## Estadísticas
| Año  |                                                                             | Equipo local                                                                | Resultado                                                                   | Equipo invitado                                                             |                                                                             | Sede |
| 2009 | FBC Melgar Perú                                                             | 0 - 0                                                                       | Coronel Bolognesi Perú                                                      | Estadio Monumental de la UNSA                                               |                                                                             |      |
| 2010 | FBC Melgar Perú                                                             | 1 - 2                                                                       | Alianza Lima Perú                                                           | Estadio Monumental de la UNSA                                               |                                                                             |      |
| 2011 | No realizada debido al estado de emergencia en Arequipa a causa de lluvias. | No realizada debido al estado de emergencia en Arequipa a causa de lluvias. | No realizada debido al estado de emergencia en Arequipa a causa de lluvias. | No realizada debido al estado de emergencia en Arequipa a causa de lluvias. | No realizada debido al estado de emergencia en Arequipa a causa de lluvias. |      |
| 2012 | FBC Melgar Perú                                                             | 4 - 0                                                                       | FBC Melgar (Reservas) Perú                                                  | Estadio Monumental de la UNSA                                               |                                                                             |      |
| 2013 | FBC Melgar Perú                                                             | 2 - 1                                                                       | Universitario Perú                                                          | Estadio Monumental de la UNSA                                               |                                                                             |      |
| 2014 | FBC Melgar Perú                                                             | 2 - 1                                                                       | Univ. San Martín Perú                                                       | Estadio Monumental de la UNSA                                               |                                                                             |      |
| 2015 | FBC Melgar Perú                                                             | 2 - 3                                                                       | Independiente Santa Fe Colombia                                             | Estadio Monumental de la UNSA                                               |                                                                             |      |
| 2016 | FBC Melgar Perú                                                             | 0 - 0                                                                       | Universitario Perú                                                          | Estadio Monumental de la UNSA                                               |                                                                             |      |
| 2017 | FBC Melgar Perú                                                             | 1 - 1                                                                       | Danubio Uruguay                                                             | Estadio Monumental de la UNSA                                               |                                                                             |      |
| 2018 | FBC Melgar Perú                                                             | 3 - 0                                                                       | Once Caldas Colombia                                                        | Estadio Monumental de la UNSA                                               |                                                                             |      |
| 2019 | FBC Melgar Perú                                                             | 1 - 2                                                                       | Independiente del Valle Ecuador                                             | Estadio Monumental de la UNSA                                               |                                                                             |      |
| 2020 | FBC Melgar Perú                                                             | 1 - 1                                                                       | Cienciano Perú                                                              | Estadio Monumental de la UNSA                                               |                                                                             |      |
| 2021 | No realizada debido a la pandemia de COVID-19 en Perú.                      | No realizada debido a la pandemia de COVID-19 en Perú.                      | No realizada debido a la pandemia de COVID-19 en Perú.                      | No realizada debido a la pandemia de COVID-19 en Perú.                      | No realizada debido a la pandemia de COVID-19 en Perú.                      |      |
| 2022 | FBC Melgar Perú                                                             | 1 - 0                                                                       | Deportivo Pereira Colombia                                                  | Estadio Monumental de la UNSA                                               |                                                                             |      |
| 2023 | FBC Melgar Perú                                                             | 0 - 1                                                                       | Deportivo Pasto Colombia                                                    | Estadio Monumental de la UNSA                                               |                                                                             |      |
| 2024 | FBC Melgar Perú                                                             | 1 - 1                                                                       | Bolívar Bolivia                                                             | Estadio Monumental de la UNSA                                               |                                                                             |      |
| 2025 | FBC Melgar Perú                                                             | 0 - 0                                                                       | Deportivo Cuenca Ecuador                                                    | Estadio Monumental de la UNSA                                               |                                                                             |      |

### Equipos rivales por país
| País     | Veces | Equipos invitados |
| -------- | ----- | --- |
| Perú     | 7     | Universitario (2), Coronel Bolognesi (1), Alianza Lima (1), FBC Melgar Reservas (1), Universidad San Martín (1), Cienciano (1) |
| Colombia | 4     | Independiente Santa Fe (1), Once Caldas (1), Deportivo Pereira (1), Deportivo Pasto (1)                                        |
| Ecuador  | 2     | Independiente del Valle (1), Deportivo Cuenca (1)                                                                              |
| Uruguay  | 1     | Danubio (1) |
| Bolivia  | 1     | Bolívar (1) |

### Partidos de Melgar

#### Por rival
| Rival                   | PJ | PG | PE | PP | GF | GC | Dif. | %    | Pts. | +/− |
| ----------------------- | -- | -- | -- | -- | -- | -- | ---- | ---- | ---- | --- |
| Universitario           | 2  | 1  | 1  | 0  | 2  | 1  | +1   | 67%  | 4    | +1  |
| FBC Melgar (Reservas)   | 1  | 1  | 0  | 0  | 4  | 0  | +4   | 100% | 3    | +1  |
| Once Caldas             | 1  | 1  | 0  | 0  | 3  | 0  | +3   | 100% | 3    | +1  |
| Universidad San Martín  | 1  | 1  | 0  | 0  | 2  | 1  | +1   | 100% | 3    | +1  |
| Deportivo Pereira       | 1  | 1  | 0  | 0  | 1  | 0  | +1   | 100% | 3    | +1  |
| Danubio                 | 1  | 0  | 1  | 0  | 1  | 1  | 0    | 33%  | 1    | 0   |
| Cienciano               | 1  | 0  | 1  | 0  | 1  | 1  | 0    | 33%  | 1    | 0   |
| Bolívar                 | 1  | 0  | 1  | 0  | 1  | 1  | 0    | 33%  | 1    | 0   |
| Coronel Bolognesi       | 1  | 0  | 1  | 0  | 0  | 0  | 0    | 33%  | 1    | 0   |
| Deportivo Cuenca        | 1  | 0  | 1  | 0  | 0  | 0  | 0    | 33%  | 1    | 0   |
| Independiente Santa Fe  | 1  | 0  | 0  | 1  | 2  | 3  | −1   | 0%   | 0    | −1  |
| Alianza Lima            | 1  | 0  | 0  | 1  | 1  | 2  | −1   | 0%   | 0    | −1  |
| Independiente del Valle | 1  | 0  | 0  | 1  | 1  | 2  | −1   | 0%   | 0    | −1  |
| Deportivo Pasto         | 1  | 0  | 0  | 1  | 0  | 1  | −1   | 0%   | 0    | −1  |
| Total                   | 15 | 5  | 6  | 4  | 19 | 13 | +6   | 47%  | 21   |     |

#### Por nacionalidad del rival
| País     | PJ | PG | PE | PP | GF | GC | Dif. | %   | Pts. | +/− |
| -------- | -- | -- | -- | -- | -- | -- | ---- | --- | ---- | --- |
| Perú     | 7  | 3  | 3  | 1  | 10 | 5  | +5   | 57% | 12   | +2  |
| Colombia | 4  | 2  | 0  | 2  | 6  | 4  | +2   | 50% | 6    | 0   |
| Uruguay  | 1  | 0  | 1  | 0  | 1  | 1  | 0    | 33% | 1    | 0   |
| Bolivia  | 1  | 0  | 1  | 0  | 1  | 1  | 0    | 33% | 1    | 0   |
| Ecuador  | 2  | 0  | 1  | 1  | 1  | 2  | −1   | 17% | 1    | −1  |
| Total    | 15 | 5  | 6  | 4  | 19 | 13 | +6   | 47% | 21   |     |